# Saint-Victor (Dordogne)
Saint-Victor (okzitanisch: Sent Victor) ist eine französische Gemeinde im Département Dordogne in der Region Nouvelle-Aquitaine (vor 2016: Aquitanien). Sie hat 212 Einwohner (Stand: 1. Januar 2022) und gehört zum Arrondissement Périgueux. Die Einwohner werden Saint-Victoriens und Saint-Victoriennes genannt.

## Geographie
Saint-Victor liegt etwa 30 Kilometer nordwestlich von Périgueux. Die Dronne begrenzt die Gemeinde im Süden. Umgeben wird Saint-Victor von den Nachbargemeinden Grand-Brassac im Norden und Nordosten, Montagrier im Osten, Tocane-Saint-Apre im Südosten, Douchapt im Süden, Saint-Méard-de-Drône im Südwesten und Westen sowie Celles im Westen und Nordwesten.

## Bevölkerungsentwicklung
| Jahr                       | 1962 | 1968 | 1975 | 1982 | 1990 | 1999 | 2006 | 2019 |
| Einwohner                  | 145  | 145  | 137  | 124  | 134  | 157  | 190  | 210  |
| Quellen: Cassini und INSEE |      |      |      |      |      |      |      |      |

## Sehenswürdigkeiten
- Kirche Saint-Victor aus dem 12. Jahrhundert
- Mühle von Chantemerle

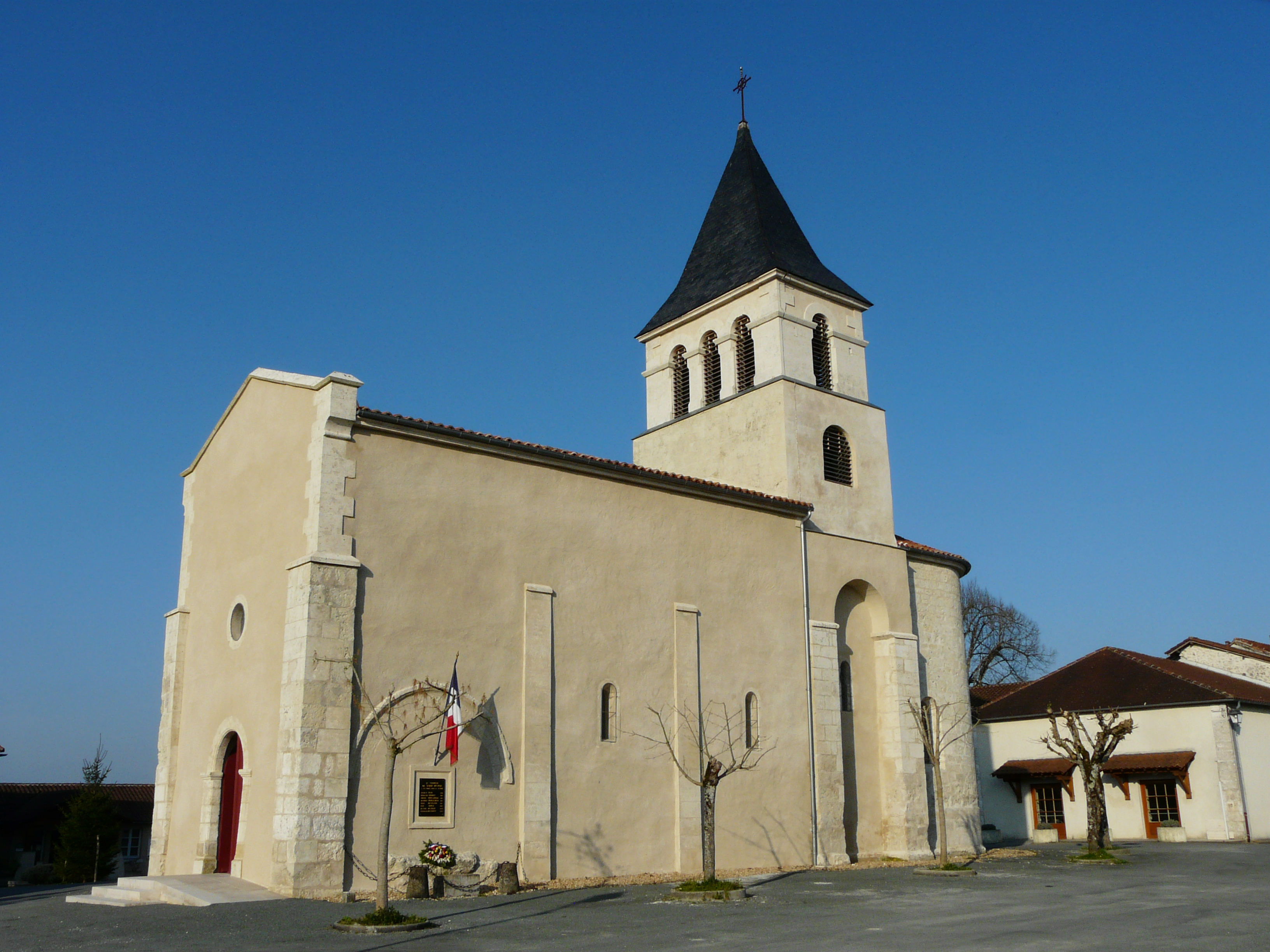
Kirche Saint-Victor
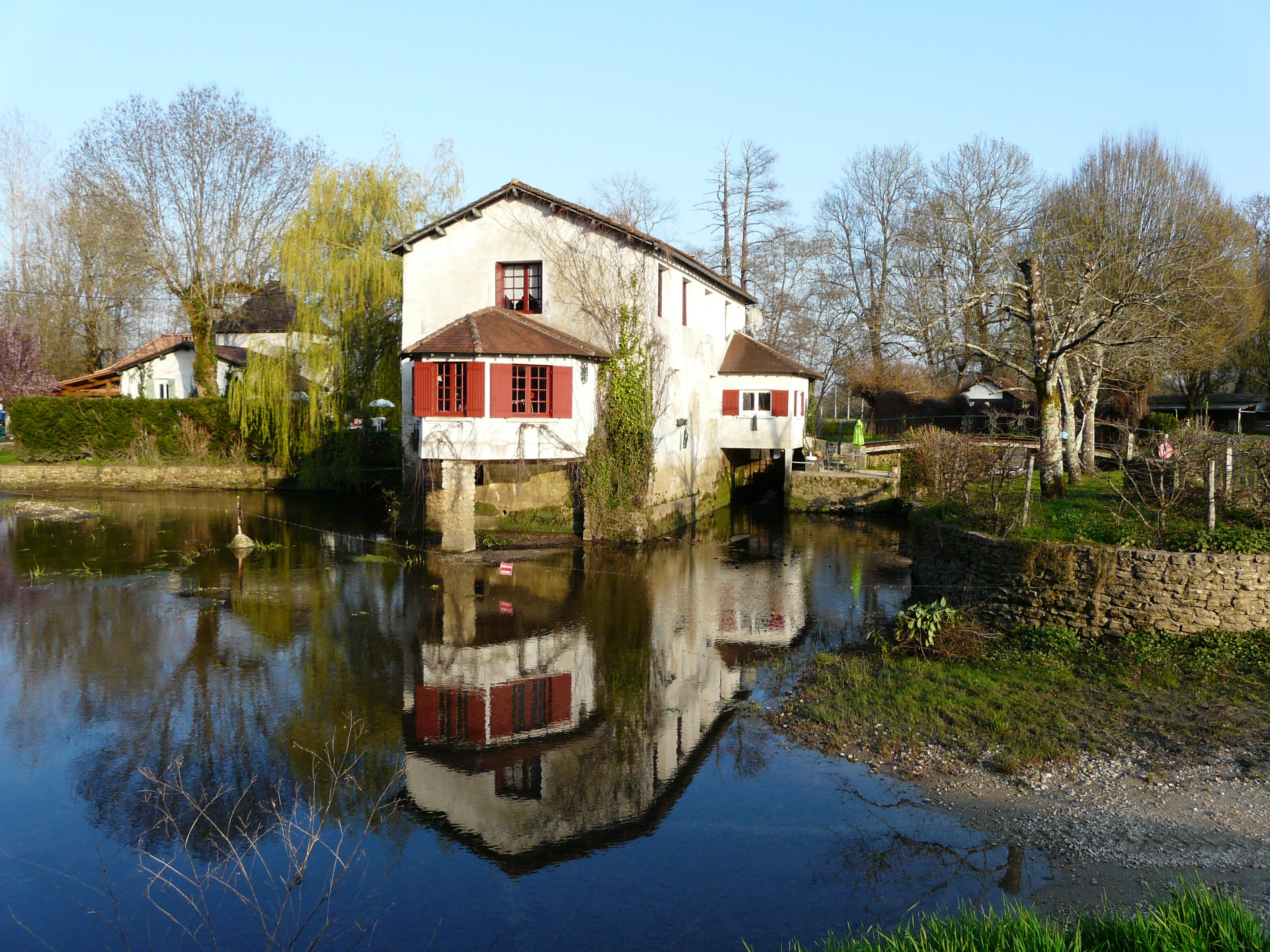
Mühle von Chantemerle